# Ken Caillat
Ken Caillat es un productor musical, probablemente más conocido por producir los álbumes de Fleetwood Mac 'Rumours', Tusk, Mirage, Live y The Chain Box Set.
Caillat es el presidente de 5.1 Entertainment Group Digital Production Services, que ha trabajado en álbumes para Billy Idol, Frank Sinatra, Pat Benatar, Wilson Phillips, The Beach Boys, Herbie Hancock, David Becker Tribune y Alice Cooper además del álbum en solitario de Christine McVie "In the meantime". Ganó un premio Grammy por "Rumours".
Además de productor, ha sido director, ingeniero de estudio y músico.
Su hija Colbie Caillat lanzó su sencillo debut, "Bubbly", en 2007, que más adelante se convirtió en “Single de la semana” en el almacén de los iTunes para la semana del 17 de julio, el mismo día su álbum debut, Coco, fue lanzado.